# Сальне (Курська область)
Сальне (рос. Сальное) — село в Хомутовському районі Курської області Російської Федерації.
Населення становить 136 осіб. Входить до складу муніципального утворення Сальновська сільрада.

## Історія
Населений пункт розташований на території українського етнічного та культурного краю Східна Слобожанщина.
Від 2004 року входить до складу муніципального утворення Сальновська сільрада.

## Населення
| 2002 | 2010 |
| ---- | ---- |
| 186  | ↘136 |